# Voivodato di Volinia
Il voivodato di Volinia (in polacco województwo wołyńskie) è stato una suddivisione amministrativa della Polonia esistita in diversi periodi della storia polacca.

## Dal XIV secolo alla spartizione della Polonia
Il voivodato di Volinia è esistito per la prima volta come suddivisione del Granducato di Lituania dal XIV secolo fino al 1569 e nella Confederazione polacco-lituana dal 1569 fino alla spartizione della Polonia del 1795. Faceva parte della provincia della Piccola Polonia e apparteneva alla Rutenia.

## 1921 - 1939
Il voivodato di Volinia è stato anche uno dei voivodati della Polonia prima del 1939 nella Seconda Repubblica di Polonia. La capitale era Łuck (l'odierna Luc'k). L'estensione totale del voivodato era di 35.754 km².

### Popolazione
La maggioranza era rappresentata da ucraini (68%), con una minoranza di polacchi (16,6%), di ebrei (9,9%), di tedeschi (2,3%) e di cechi (1,5%). La principale religione praticata era l'ortodossimo orientale cristiano. Erano presenti anche cattolici e aderenti al giudaismo e all'islam.
Sede del governatorato del voivodato (Wojewoda):
- Łuck

Sede del consiglio regionale per tutte le terre di Rutenia (sejmik generalny):
- Sądowa Wisznia

Sede del consiglio regionale (sejmik poselski i deputacki):
- Łuck

### Suddivisioni amministrative
- Distretto di Luck (Powiat Łucki), Łuck
- Distretto di Wlodzimierz (Powiat Włodzimirski), Włodzimierz
- Distretto di Kremenec' (Powiat Krzemieniecki), Krzemieniec

### Voivodi
- Janusz Ostrogski (dal 1558)
- Aleksander Ostrogski (dal 1593)
- Adam Aleksander Sanguszko (1630-1653)
- Mikołaj Hieronim Sieniawski (dal 1679)
- Franciszek Salezy Potocki (nel 1755)
- Józef Kanty Ossoliński (1757-1775 (dimissionario))